# Diana Fleischman
Diana Santos Fleischman (née le 22 avril 1981) est une psychologue évolutionniste américaine. Son domaine de recherche comprend l'étude du dégoût, de la sexualité humaine, des hormones et du comportement. Elle est également impliquée dans les mouvements d'altruisme efficace et de bien-être animal et s'identifie comme une « sensible ».

## Vie privée
Diana Fleischman est née à São Paulo, au Brésil, et reçoit une éducation religieuse juive et catholique. Elle a grandi dans le Sud des États-Unis et ne reçoit pas de cours sur l'évolution. Elle obtient son diplôme de licence à l'université d'Oglethorpe, à Brookhaven,, puis elle passe une année à la London School of Economics. Elle obtient son doctorat en 2009 à l'université du Texas à Austin, sous la direction de David Buss, puis elle effectue un post-doctorat à l'université de Caroline du Nord à Chapel Hill.
Fleischman est membre de Giving What We Can, une communauté de personnes qui se sont engagées à donner 10% de leurs revenus aux organisations caritatives les plus efficaces au monde.
Le 29 novembre 2019, elle épouse Geoffrey Miller,.

## Carrière
Diana Fleischman est nommée maître de conférences au département de psychologie de l'université de Portsmouth en 2011, puis elle prend un congé professionnel en 2020. L'une de ses découvertes les plus couvertes par la presse est que le dégoût inhibe le désir sexuel chez les femmes,. Outre des publications scientifiques, elle donne également des conférences et rédige des articles de vulgarisation,. Elle soutient que manger du bœuf est plus éthique que de manger du poulet, car moins d'animaux sont tués par gramme de viande.

## Publications
- (en) Confer, Easton, Fleischman et Goetz, « Evolutionary psychology: Controversies, questions, prospects, and limitations. », American Psychologist, vol. 65, no 2,‎ 2010, p. 110–126 (ISSN 1935-990X, PMID 20141266, DOI 10.1037/a0018413)
- (en) Fleischman, D. S. & Fessler, D. M, « Progesterone's effects on the psychology of disease avoidance: Support for the compensatory behavioral prophylaxis hypothesis », Hormones and Behavior, vol. 59, no 2,‎ janvier 2011, p. 271–275 (ISSN 0018-506X, PMID 21134378, DOI 10.1016/j.yhbeh.2010.11.014)
- (en) Fleischman, Navarrete et Fessler, « Oral Contraceptives Suppress Ovarian Hormone Production », Psychological Science, vol. 21, no 5,‎ 22 avril 2010, p. 750–752 (ISSN 0956-7976, PMID 20483856, DOI 10.1177/0956797610368062)